# 呪われた村
『呪われた村<ジェルサレムズ・ロット>』（のろわれたむら、原題：英: Jerusalem's Lot）は、アメリカ合衆国のホラー小説家スティーヴン・キングによる短編ホラー小説。クトゥルフ神話の1つ。

## 概要・沿革
執筆は1967年、発表は1978年。長編『呪われた町』（1975）の後に発表され、時系列では過去にあたる。作中時は1850年と1789年。語り手の人物が友人に宛てた幾つかの書簡で構成されている。
大学時代に、ゴシック小説の授業の課題として執筆された。キングは少年時代にハワード・フィリップス・ラヴクラフトや『ウィアード・テイルズ』系作家の作品を愛読しており、この作品は「ラヴクラフトによる神話作品の定型をきわめて忠実に踏襲して」おり、影響を受けている。
1978年にダブルデイから刊行された『深夜勤務 Night Shift』に収録された。この単行本は、邦訳に際しては文庫2冊に分冊されており、扶桑社ミステリーの『ナイトシフト1 深夜勤務』に収録された。
東雅夫は「呪われた屋敷への帰還、妖術師の家系、頽廃した集落、夜鷹の叫び、壁の中の鼠、粘液質の化物、そして禁断の魔道書！――若き日のキングが、ラヴクラフト流ショッカーをとことん忠実に再現してみせた珍重に値する一編」と解説する。
映像化され、全10話のテレビドラマとして、2021年に放映された。

## あらすじ
ブーン家は、兄ロバートと弟フィリップの仲違いが原因で疎遠になっており、フィリップの孫スティーヴンは復縁を望んでいた。ロバートの孫チャールズは、妻を亡くし病を患い悲観的になっていたが、従兄弟スティーヴンと連絡がとれたことを喜ぶ。しかしスティーヴンは死んでしまう。1850年10月2日、チャールズはチャペルウェイト岬の邸を相続し、従者のカルと共に住み始める。部屋数は23、壁の中から響く鼠の騒音が煩わしい。
カルは村に買い物に行き、村では「チャペルウェイトに住もうとする人間など気ちがいに決まってる」と噂になっていたことを知る。村の者はまたジェルサレムズ・ロットというさびれた村を恐れて寄り付かないという。掃除婦として雇ったクロリス夫人もまた、この邸を不吉と断言する。
カルが書斎で見つけた古い地図には、ジェルサレムズ・ロットが記されていた。10月16日、2人は地図を持って森に出かけ、2マイルほど行った場所にジェルサレムズ・ロットを発見する。宿屋、雑貨屋、民家、教会、いずれも無人であったが、単に時間の経過がみられるだけで人の手で荒らされた形跡はなく、誰も寄り付かない廃村であることがわかる。教会に入ってみると、いかがわしい絵や逆十字が掲げられており、黒ミサの会場であったことが判明する。書見台には《De Vermis Mysteriis》――「うじ虫の神秘」というラテン語の本が開きっぱなしに置かれていた。2人は目の前がぐるぐると回り出したような、怪音や震動が起こったような感覚に襲われ、忌まわしい教会から逃げ帰る。チャールズは友人に、ジェルサレムズ・ロットの歴史について調べてくれるよう手紙を出す。
注文した薪が届かないので、チャールズは木こりのトンプソンのもとに尋ねに行く。しかし彼の姿を視認したトンプソン家の者は、顔に恐怖を浮かべて十字を切り、トンプソンは猟銃を構えて暴言や投石をぶつけてくる。なぜ敵意を抱かれるのか理解できなかったチャールズは、クロリス夫人に質問する。夫人は、チャールズがジェルサレムズ・ロットに行ってきたことを知ると卒倒しそうになり、すぐに邸を離れなければならないと警告し（後述）、「血は血を呼ぶ」と戦慄に震える。
チャールズは体調が悪化しつつも、地下室の探検に乗り出す。チャールズとカルが地下室に下りると、マーセラとランドルフが死んだ場所で、暗闇から死者の顔が現れる。2人はそいつらに向かって蝋燭と椅子を投げつけると、一目散に逃げ帰り、地下室への入口を釘で厳重に封印する。カルは書斎でロバートの暗号化された日記をみつけ、解読し、葛藤の末にチャールズに知らせる（後述）。日記を読んだチャールズはジェルサレムズ・ロットに赴く決意を固め、カルは反対するも最終的には折れる。
10月27日、2人は血の因縁を終わらせるためにジェルサレムズ・ロットに赴く。教会に突入すると、生贄に殺されたばかりの仔羊が血をしたたらせて横たわっている。壁からは聖歌のような声が響き、大叔父フィリップや、近親相姦で生まれた不具の会衆たちの幻影が現れ、2人を取り囲む。そして本のラテン語が古代の言語に変わる。チャールズは本を燃やすために近づくが、血の呪縛に囚われ、「うじ虫」を召喚する呪文を唱えてしまう。直後、カルによって正気に戻ると、本に火を点ける。時を同じくして、説教壇が爆発して粉々になり、露わとなった地下空洞から、うじ虫のような怪生物が現れる。本が燃えるに従って怪物は苦しみ、本が燃え尽きたときには黒い粘液質の汚物が残されていた。親友カルの死に動揺して呆けていたチャールズは、何か動くものを認識して正気に戻る。暗闇から、腐乱した人影が姿を現す。そいつの顔を一目見た瞬間、チャールズは自分との血の繋がりを確信し、一目散に逃げ出す。うじ虫の守護者ジェイムズ・ブーンは、地下の闇の中で今なお生きている。
チャールズは、死んでブーン家の血筋を断つことを決意する。血を引いていることが妖術師ジェイムズの出入口となるのであるならば、一族最後の自分は忌まわしい連鎖を断ち切らねばならないと述べ、手紙は終わる。最後の日付は11月4日となっている。

### クロリス夫人の証言
兄ロバートと弟フィリップが仲違いし、ロバートは引っ越して、チャペルウェイトの邸はフィリップの一族のものとなる。仲違いの原因は、フィリップが邪教の聖書を持っており、兄は弟の本を破棄しようとしたからである。フィリップは、忌まわしきジェルサレムズ・ロットと血の繋がりがあった。1789年10月31日の晩、フィリップ・ブーンとジェルサレムズ・ロットの住民全員が姿を消す。
そして1850年10月、チャールズがジェルサレムズ・ロットを訪れてからの短期間のうちに、近隣では悪気が漂い、よくないことが頻発している。曰く、月の表面には網目の枠がかかり、ヨタカの群れが墓場をねぐらとし、バーバラ・ブラウンは目のない赤子を出産し、クリフトン・ブロケットは森で何者かに踏みつけられて平らになった幅5フィートほどの道を発見した。

### ロバート・ブーンの日記
日付は1789年6月1日から10月27日まで。最後の日付は、全住民失踪事件の4日前である。
1710年にジェルサレムズ・ロットが作られる。彼らはピューリタン信仰を持つ少数派グループであったが、中心人物はジェイムズ・ブーンという狂信者であった。ジェイムズは教義を主張しつつ、多くの婦人と性的関係を交わす。すなわちジェルサレムズ・ロットとは、狂牧師ジェイムズが支配する、近親相姦的な宗教共同体であった。
ロバート・ブーンは、ジェルサレムズ・ロットを離れた一人が、父ケネスに連なるのだと推測する。ケネスは血と町の狂気から逃れたにもかかわらず、息子たちは無自覚にも、呪われた村のすぐそばに邸を建ててしまったのである。ロバートには、目に見えない巨大な力が働いているとしか思えなかった。
ロバートは、1789年8月4日に、ジェイムズ・ブーンに出会う。彼と同姓の老ジェイムズ・ブーンは、弟フィリップが病的なほど惹かれている人物であったが、ロバートは嫌悪を覚える。老ジェイムズはかなりの高齢であったが、奇妙な魔力を振りまき、女たちに取り囲まれていた。ロバートは案内されてジェルサレムズ・ロットを訪れるも、老人とそっくりの容姿の者ばかりがおり、近親者同士の結婚が行われていることを隠そうともしない。しかしフィリップはこの怪人物に魅了され、あろうことか彼の教会に改宗し、人格は豹変して、見下げはてたあいつにどんどん似てくる。そしてフィリップは、長老が「うじ虫の神秘」という本を探していたと言う。ロバートは弟を喜ばせてやろうと、友人の出版社に問い合わせ、本を手に入れるとフィリップは大喜びでブーンのもとに行く。ロバートは園芸の本か何かとばかり思っていたが、調達してくれた友人は二度と取引したくないとまで言い、またフィリップの異様な興奮ぶりに、遅まきながら怪訝さを察する。
日記には記されていないが、10月31日に何かが起こり、フィリップとジェルサレムズ・ロットの住人全員が姿を消す。ジェイムズが異次元から「うじ虫」を召喚したことが示唆される。

### エピローグ
チャールズのボーンズ宛の手紙は、100年以上を経て、ジェイムズ・ロバート・ブーンのもとに委託される。チャールズ・ブーンは自分をブーン家最後の人物と言っていたが、誤りであった。チャールズの祖父ロバートには私生児がおり、その末裔がジェイムズ・ロバート・ブーンである。
ジェイムズ・ロバートは、チャールズの手紙を妄想と結論付け、彼は脳炎が再発して発狂し友人カルを殺したのだとみなす。理由として、ジェルサレムズ・ロットが再発見されたとき、教会には「破壊や爆発の跡などみられなかった」ことが証拠であると述べる。そしてジェイムズ・ロバート・ブーンは、先祖代々の住居であるチャペルウェイトに住むことになる。それはチャールズの手紙の最初の日付から数えてちょうど121年後の、1971年10月2日の事である。

## 登場人物・用語
- チャールズ・ブーン - 主要な語り手。妻を亡くし脳炎に倒れたことがある。チャペルウェイト邸を相続して移り住む。
- カルヴィン・マッチャン - 語り手の一人。チャールズの従者にして、長年の親友。敬虔なプロテスタント。
- クロリス夫人 - チャペルウェイト邸で長年家事を手伝っていた家政婦。スティーヴンの一族と面識があり、また祖母の代からジェルサレムズ・ロットのいきさつを聞いて知っている。
- トンプソン - 呑んだくれの木こり。引っ越してきたチャールズに敵意を向ける。
- 「親愛なるボーンズ君」（エヴァレット・グランソン氏） - チャールズの友人で、肺病を患いフロリダで療養中。本編は、チャールズが彼に宛てた手紙という形式をとっている。[注 1]

### ブーン一族
- サラ - チャールズの妻。1848年没。
- ケネス・ブーン - 曾祖父。出生地不明。毛皮取引で財をなした。1763年没。
- ロバート・ブーン - 語り手の一人。チャールズの祖父。ケネスの長男。1780年にチャペルウェイトに邸を建てたが、1789年に弟フィリップと仲違いして出て行った。原因は弟の文書を盗んで口論となったことだという。
- フィリップ・ブーン - 大叔父。ケネスの次男（スティーヴンの祖父）。1789年に失踪。
- ランドルフ・ブーン - 叔父の一人。スティーヴンとマーセラの父。娘を亡くし、絶望して首を吊る。
- スティーヴン・ブーン - ランドルフの息子で、チャールズの従兄弟。喧嘩別れした一族の復縁を望んでおり、遺言でチャールズに邸を譲る。
- マーセラ・ブーン - ランドルフの娘でスティーヴンの妹。地下室の階段で事故死した。
- ジェイムズ・ロバート・ブーン - 語り手の一人。ブーン家の20世紀の子孫。チャールズの手紙の内容を妄想とみなす。

### 怪物
ジェイムズ・ブーン
聖書とともに、ド・グージの不気味な書「悪魔の棲み家」を福音の書であると唱える狂信者。1710年にジェルサレムズ・ロットの村を創建し、近親相姦的な宗教コミュニティの支配者として君臨していた。
ロバート・ブーンが1789年に会ったときは、かなりの高齢であったにもかかわらず、女たちに取り囲まれ、男性機能は活発であった。
諸悪の根源。カリスマでフィリップを従わせ、書物「うじ虫の神秘」を入手する。1789年10月31日に、村の全住民と共に姿を消す。
「うじ虫」
ジェイムズ・ブーンが崇める化物。既存のワーム（蛆や爬虫類）とは全く別物の、超自然の生物。
「ノスフェラトゥ」（吸血鬼）
チャペルウェイト邸の地下室にいる。ランドルフとマーセラの成れの果てと思われる。

### 用語
プリーチャーズ・コーナーズ（説教師の壇）
アメリカ合衆国メイン州沿岸部、カンバーランド郡の架空の村。1781年にプリーチャーズ・レストという名前で作られ、後に現在の名称に改名される。
チャペルウェイト岬
1782年（1780年とも）に作られ、邸が建造されてブーン一族が住んでいた。スティーヴン・ブーンが従兄弟のチャールズに遺贈し、1950年10月2日にチャールズが引っ越してくる。部屋数は23、さらに地下室がある。壁の中からは鼠の騒音が煩わしい。
ジェルサレムズ・ロット en:Jerusalem's_Lot_(Stephen_King)
プリーチャーズ・コーナーズから2マイルほど隔たった場所にある廃村。
近隣のプリーチャーズ・コーナーズやチャペルウェイトに先駆けて、1710年に作られた。
その正体は、狂牧師ジェイムズ・ブーンの指導のもとに創建された、近親相姦を常習とする宗教コミュニティ。1789年10月31日の夜、全住民が謎の消失を遂げた。
1765年に、当時はまだマサチューセッツ湾植民地の一部であったメイン州の管理下に入る。1789年の事件で無人になったことで長らく遺棄されていたが、後に再び人が住むようになり、セイラムズ・ロットと改名される。
キングはメイン州の架空の町を幾つも設定しているが、特にキャッスルロック、デリーen:Derry (Stephen King)、セイラムズ・ロット（ジェルサレムズ・ロット）の3つは三位一体とされ強調されている。
「うじ虫の神秘」（デ・ウェルミス・ミステリイス）
ジェルサレムズ・ロットの教会に残されていた書物。ラテン語と、ドルイド語か前ケルト語らしいルーン文字で記されている。
「うじ虫の神秘」や「うじ虫の秘密」と記される。チャールズは、イギリスを征服したローマ人が記録した、ドルイドの血の儀式に関する邪悪な書物と推測する。ストレートに言えば、クトゥルフ神話の文献の1つ「妖蛆の秘密」のこと。
フィリップの希望を聞いたロバートが、知らず入手したもの。最終的にチャールズによって焼かれる。

## 収録
- 扶桑社ミステリー『ナイトシフト1 深夜勤務』高畠文夫訳

## 関連作品
- 呪われた町 - 1975年作品。長編。ジェルサレムズ・ロットの未来にあたるセイラムズ・ロットが舞台。
- <ジェルサレムズ・ロット>の怪 - 1977年作品。短編。呪われた町の続編。
- 黒の断章 - 日本のアボガドパワーズのアダルトゲーム。リヴァーバンクスの町は、セイラムズ・ロット（ジェルサレムズ・ロット）の南に位置する。